# Сок-Сиэтл
Сок-Сиэтл (англ. Sauk-Suiattle Indian Reservation) — индейская резервация, расположенная на Северо-Западе США в северо-западной части штата Вашингтон.

## История
Исторически племя сок-сиэтл жило вдоль берегов рек Сок, Сиэтл, Каскад, Стиллагуамиш и Скаджит, у подножия горы Уайтхорс в северной части Каскадных гор. Племя подписало договор Пойнт-Эллиотт с американскими властями в 1855 году и переехало в резервацию.
Исполнительный указ от 9 сентября 1873 года уточнил северную границу их территории и добавил 59,73 акра, создав резервацию площадью 30,15 км². В 1884 году их деревня в Сок-Прейри, в которой было восемь традиционных кедровых длинных домов, была разрушена белыми поселенцами, искавшими землю для своих ферм. Некоторые члены племени переехали в индейские резервации Суиномиш и Тулейлип, потому, что там жили многие прибрежные салиши. Со временем, также, как и в случае со многими другими племенами, белые поселенцы конфисковали большую часть их территории.
К 1924 году племя насчитывало только 18 человек и фактически перестало существовать. В 1946 году сок-сиэтл подали заявление в рамках административного процесса в Бюро по делам индейцев и в 1973 году были официально признаны племенем, восстановив свой статус.

## География
Резервация расположена в северо-западной части штата Вашингтон недалеко от современного города Даррингтон. Она состоит из двух несмежных частей — большая находится в южной части округа Скаджит и состоит из 33,5 акров, или 73,5% от общей площади земельного участка. Меньшая часть расположена на севере округа Снохомиш и имеет площадь земли 12,1 акра.
Общая площадь Сок-Сиэтл составляет 0,19 км². Штаб-квартира племени находится в городе Даррингтон.

## Демография
По данным федеральной переписи населения 2000 года, в резервации проживало 45 человек.
В 2019 году в резервации проживало 58 человек. Расовый состав населения: белые — 6 чел., афроамериканцы — 0 чел., коренные американцы (индейцы США) — 45 чел., азиаты — 0 чел., океанийцы — 0 чел., представители других рас — 0 чел., представители двух или более рас — 7 человек. Плотность населения составляла 305,26 чел./км².

## Комментарии
1. ↑  Сам город не входит в состав резервации, а является лишь штаб-квартирой племени.